# Philtraea elegantaria
Philtraea elegantaria là một loài bướm đêm trong họ Geometridae.